# Chantal Boudreau
Chantal Boudreau (* 20. Januar 1989 in Regina, Saskatchewan) ist eine kanadische Fußballschiedsrichterassistentin.
Im Alter von 21 Jahren begann Boudreau als Schiedsrichterin. Seit 2015 steht sie auf der Liste der FIFA-Schiedsrichter und leitet internationale Fußballspiele.
Boudreau war unter anderem Schiedsrichterassistentin bei der U-20-Weltmeisterschaft 2016 in Papua-Neuguinea, bei der U-20-Weltmeisterschaft 2018 in Frankreich, bei der Weltmeisterschaft 2019 in Frankreich (als Assistentin von Kate Jacewicz), beim olympischen Fußballturnier 2020 in Tokio (als Assistentin von Melissa Borjas) und bei der U-20-Weltmeisterschaft 2022 in Costa Rica.